# Albanien
För andra betydelser, se Albanien (olika betydelser).
Albanien (albanskaː Shqipëri eller Shqipëria, historiskt Arbëri eller Arbëria), formellt Republiken Albanien (albanskaː Republika e Shqipërisë), är en republik på västra Balkanhalvön i sydöstra Europa. Landet gränsar till Montenegro och Kosovo i norr, Nordmakedonien i öst och Grekland i sydost. Adriatiska havet och Joniska havet ligger väster om det albanska fastlandet. Cirka 72 kilometer från Albanien, utmed Otrantosundet, ligger Italien. Namnet Albanien kommer av albanoi, namnet på en folkstam i antikens Illyrien.
Huvudstad är Tirana (557 422 invånare, enligt en folkräkning 2011), som ligger vid floden Ishmi i centrala Albanien. Andra stora städer är Durrësi, Shkodra, Elbasani, Vlora och Korça. Följande är kuststäder: Shkodra, Lezha, Laçi, Durrësi, Kavaja, Lushnja, Fieri, Vlora, Delvina och Saranda.
Dagens Albanien blev självständigt efter Osmanska rikets sammanbrott i Europa. Albanerna hade under nästan fem århundraden varit i centrum av ett imperium där de hade en privilegierad ställning som administratörer och generaler. Även illyrer hade en betydande maktställning i Romerska riket, liksom medeltidens albaner i Bysantinska riket.
Den fria marknadens reformer har öppnat landet för utländska investeringar, särskilt i utvecklingen av energi- och transportinfrastruktur. Albanien är en parlamentarisk demokrati med en övergångsekonomi.
Albanien är ett utvecklingsland med en öppen och modern marknadsekonomi. Landet var tidigare kommunistiskt med en centralstyrd planekonomi.
Albanien är bland annat medlem i Förenta nationerna, Nato och den centraleuropeiska frihandelsorganisationen Centraleuropeiska frihandelsavtalet men också en av de grundande medlemmarna i unionen för Medelhavsområdet. Albanien ansökte om EU-medlemskap den 28 april 2009 och erhöll den 24 juni 2014 kandidatstatus.

## Etymologi

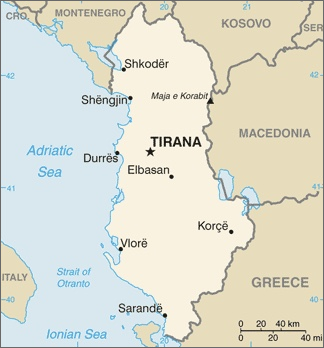
Karta över Albanien.

Under medeltiden kallades området Arbëria eller Arbania, men det var även länge känt som Epirus, eftersom det motsvarade ungefär samma område som den antika grekiska staten vid detta namn. Ordet arban eller alban härstammar från den illyriska stammen Albanoi som nämns i romerska och helleniska skrifter. Stammen var bosatt i dagens Durrësi, där albaner för första gången omnämns i bysantinska källor under 1000-talet. 
Albanerna själva kallar sitt land för Shqipëria eller Shqypnia, vilket betyder "örnarnas land". Detta går tillbaka till en gammal sägen, enligt vilken albanerna skulle härstamma från en svart örn. En svart dubbelörn på röd botten antogs som fälttecken redan på 1400-talet av Skanderbeg, vilket avspeglas i dagens nationalflagga. Skanderbeg ville förena alla illyrer som levde i söder under ett och samma namn, istället för att vara uppdelade i olika stammar. Detta blev "shqiptarët", nämligen örnens folk.
Albaniens namn härrör troligtvis från en antik folkstam vid namn albanoi. Turkiska källor hävdar att Albaniens namn härrör från folkstammen arberesjer.
Ett av de tidigaste, skrivna bevisen på användandet av ordet "Albanoi" som namn på en illyrisk folkstam i nuvarande nordcentrala Albanien, återfinns i ett verk av Tolomeo från 130 e.Kr. 
"Albanopolis" (av Albani) är en plats på Ptolemaioskartan (3.12.20) och även namnet på en mycket gammal släkt, Epitaph vid Scupi, vilken har identifierats som tillhörande Zgërdheshikullefortet i närheten av Kruja i norra Albanien. 
"Arbanon" verkar mer vara namnet på en region – "Matis slättland" har föreslagits – än en specifik plats. Förekomsten av ändelsen -esh i ortnamn kan tyda på en mycket tidig förflyttning från högre belägna områden och härrör troligen från latinets -enisis eller -esis. Dessa används som ändelse i ortnamn i området mellan Shkumbini och Mati, med viss koncentration till området mellan Elbasani och Kruja.
Begreppet "Albanoi" kan med tiden ha spritts till andra illyriska stammar och med tiden kommit att bli synonymt med "det albanska folket". Enligt den albanske forskaren Faïk bey Konitza var "Albania" inte helt liktydigt med "Illyria" före slutet av 1300-talet.
Ordet "Alba", eller "Arba" verkar ha samband med staden Arba (idag Rab i Kroatien), i förhistoriska tider bebott av de illyriska "liburnierna", vilka första gången omnämns år 360 f.Kr. Ursprunget till detta namn finns i det illyriska "Arb", som betyder mörk, grön eller skogslik och återfinns i de antika namnen Arba, Arva och Arbia, vilka alla nämns av den tidens kartografer.
Avledningen av namnet "Albania" har avsevärd ålder och kan kanske härledas till det urkeltiska namnet "alb" ('kulle'; jämför alp) eller till det indoeuropeiska albh ('vit'; jämför albino). Uppskattningsvis ett tusen år senare använde bysantinska skrivare orden "Albanon" och "Arbanon" som beteckning för Krujaregionen. Under Angiò på 1200-talet  betecknade namnen "Albania" och "Albaneses" hela landet och hela dess befolkning, vilket framgår av åtskilliga uråldriga, albanska verk av exempelvis Budi, Blanco och Pjetër Bogdani.
Det första som berättas om albanerna i deras ursprungsland, arbaniterna av Arbanon i Anna Komnenaområdet (Alexiad 4) är, att problemen i regionen orsakades av normander under ledning av fader Alexios I Komnenos (1081–1118). I "Historia" skriven mellan 1079 och 1080, är den bysantinske författaren Michael Attaliates först med att referera till albanoierna som del i revolten mot Konstantinopel 1043. Han refererar vidare till arbanitaierna (som föremål för hertigen av Durrachium).
De gamla albanska minoriteterna arberesjer och arvaniter (eller 'arbërorer') i Italien och Grekland har benämnts vid olika namn under årens gång: arbënuer, arbënorer, arbëneshër, arbreshër. 

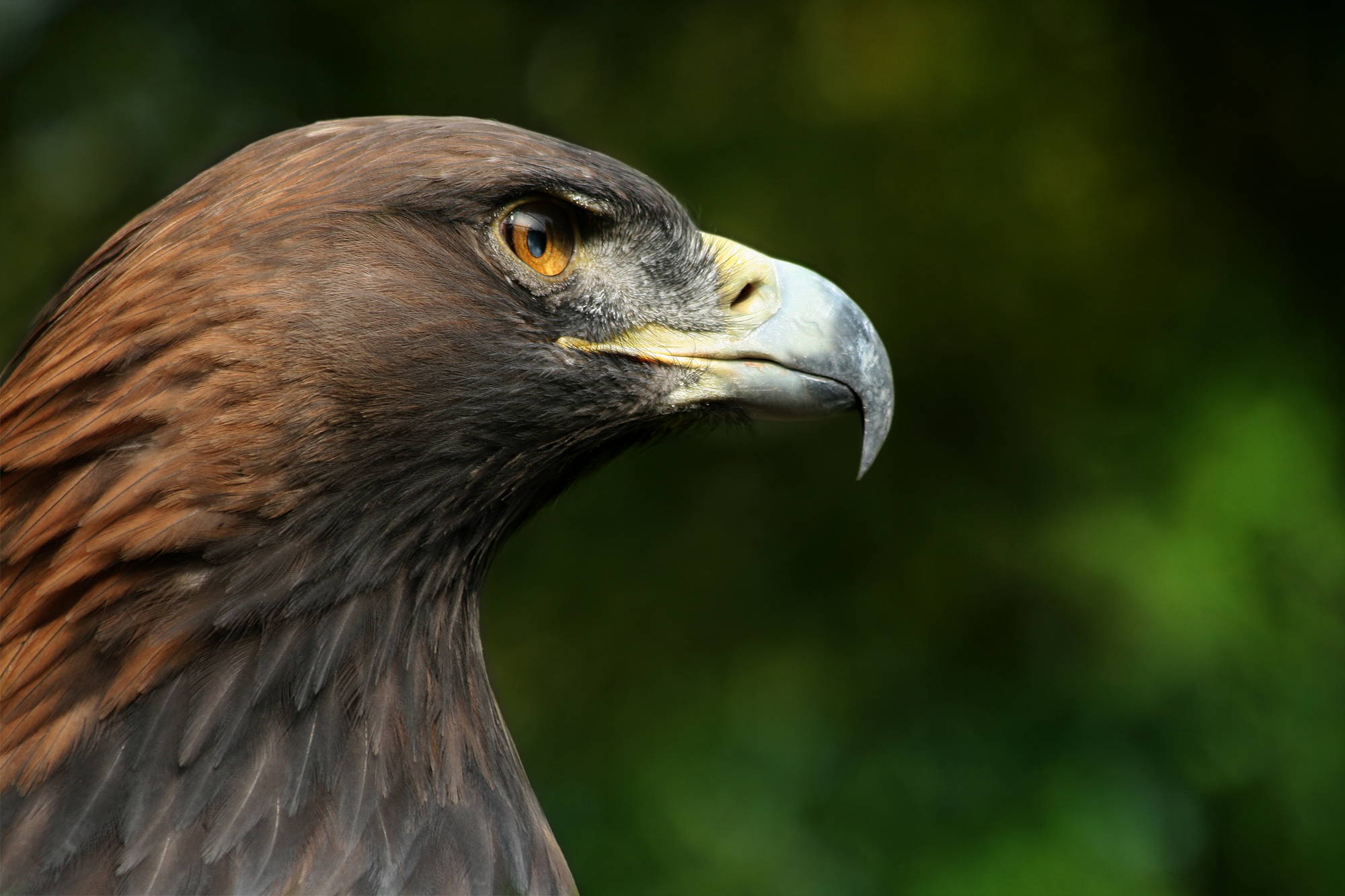
Kungsörnen (albanskaː shqiponja) är en nationell symbol för Albanien.

Roten alb- eller arb- är yngre än shqip-, till vilket statens nuvarande namn Shqipëria kan härledas. alb- användes endast under det osmanska herraväldet. 
Landets albanska namn, Shqipëria, betyder "Örnarnas land" – därav dubbelörnen på landets flagga och statsvapen – och påminner om den rika förekomsten av dessa fåglar i Albaniens bergstrakter.

## Historia
De första spåren av mänsklig närvaro i Albanien hittades i byn Xarrë, nära Saranda och i Dajti nära Tirana. De dateras till Mellanpaleolitikum och Senpaleolitikum. Föremålen som hittades i Xarrë inkluderar objekt av flinta, jaspis och djurben medan man i Dajti har hittat ben- och stenverktyg som liknar föremål från Aurignacienkulturen. De paleolitiska fynden i Albanien visar stora likheter med föremål från samma tid som har påträffats i Montenegro och nordvästra Grekland.
Under antiken beboddes dagens Albanien av illyriska stammar som albanerna sägs härstamma ifrån. Under en lång tid utgjorde Albanien en provins i Romarriket. Området för det nutida Albanien var vid olika punkter i historien en del av de romerska provinserna Dalmatien (södra Illyrien) och Moesia Superior. Efter Romarrikets delning tillhörde området det östromerska riket. På 900-talet trängde slaverna fram norrifrån, särskilt serberna, som mot slutet av 1100-talet hade bildat ett mäktigt kungadöme, vilket bland annat omfattade hela Albanien. Från mitten av 1300-talet sönderföll det serbiska riket genom osmanernas erövringståg.

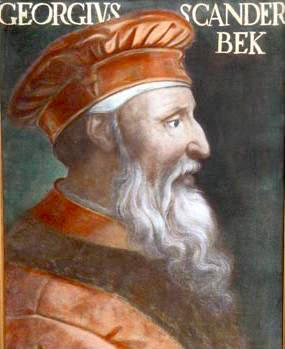
Skanderbeg är en albansk nationalhjälte. Han krigade för Albaniens självständighet mot turkarna i årtionden. Han dog av malaria.

Albanerna blev alltmer självständiga i och med att den serbiska statsbildningen blev allt svagare men de tvingades snart kämpa för sin självständighet mot osmanerna. Trots sin numerära underlägsenhet lyckades de under sin ledare Georg Kastrioti, mera känd som Skanderbeg, genom gerillakrig hålla stånd mot turkarna ända till 1479. Efter den osmanska erövringen tvingades en tredjedel av albanerna på massflykt till södra Italien. Majoriteten av de som stannade kvar konverterade till islam. Dessa kom att spela en viktig roll i Osmanska rikets historia, vilket återspeglas i det faktum att inte mindre än 29 av de osmanska storvesirerna under åren 1482–1908 var albaner. Albanien var osmanskt i mer än 450 år men behöll under hela denna tid sina egna seder, bruk, kultur och språk. 
År 1912 uppnådde Albanien sin självständighet. Drygt 50 procent av albanerna hamnade dock i grannländerna. Albaniens självständighet skulle säkras av en internationell kontrollkommission, som 1914 satte den preussiske prinsen Wilhelm av Wied att styra landet, men ett folkligt uppror tvingade honom att lämna landet redan efter ett halvår.
Efter första världskriget hotades Albanien att ånyo delas upp. Albanerna var emellertid förvarnade och kunde avstyra detta vid en fredskonferens i Paris 1920. Efter interna stridigheter övertog Ahmet Zogu, en klanledare från norra Albanien, makten 1925 med hjälp från bland annat Serbien. Han utropade Albanien till ett kungarike och gjorde sig själv till kung år 1928.

### Andra världskriget och därefter
Landet ockuperades 1939 av Italien och därefter av Tyskland 1943. De kommunistiska partisanerna, under ledning av Enver Hoxha, förde en motståndskamp och i slutet av 1944 hade landet av egen kraft befriat sig från utländska styrkor.
Efter andra världskriget blev landet den kommunistisk staten Socialistiska folkrepubliken Albanien under en auktoritär regim fram till 1991. Albanien förvandlades till en socialistisk folkrepublik och det enda tillåtna partiet var det albanska arbetets parti. Redan efter några år blev relationerna till Jugoslavien och Sovjetunionen mycket spända. På 1970-talet upprätthölls goda förbindelser endast med Kina, men dessa försämrades dramatiskt efter några år. Diktatorn Hoxha avled 1985 och kommunistregimen föll 1992. 

### Nutidshistoria
Flerpartisystem återinfördes men drabbades av en kris efter rapporter om valfusk i maj 1996.
Konkursdrabbade investeringsfonder ("pyramidspel") utarmade 1997 en stor del av befolkningen och i slutet av mars det året utbröt ett uppror, som resulterade i total anarki och förde landet till randen av inbördeskrig och sammanbrott. Därefter har Albanien stabiliserats.

## Geografi

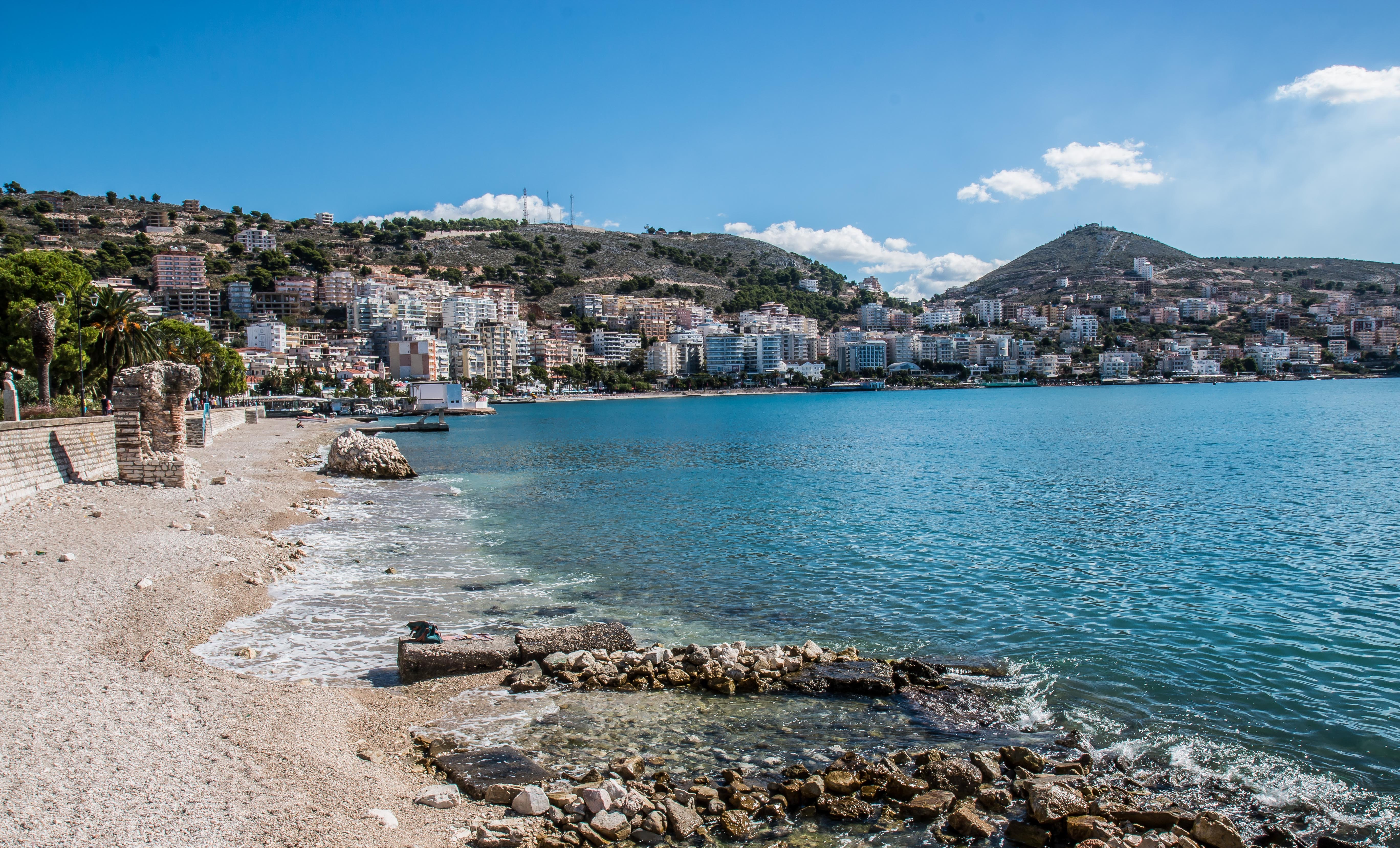
Saranda.

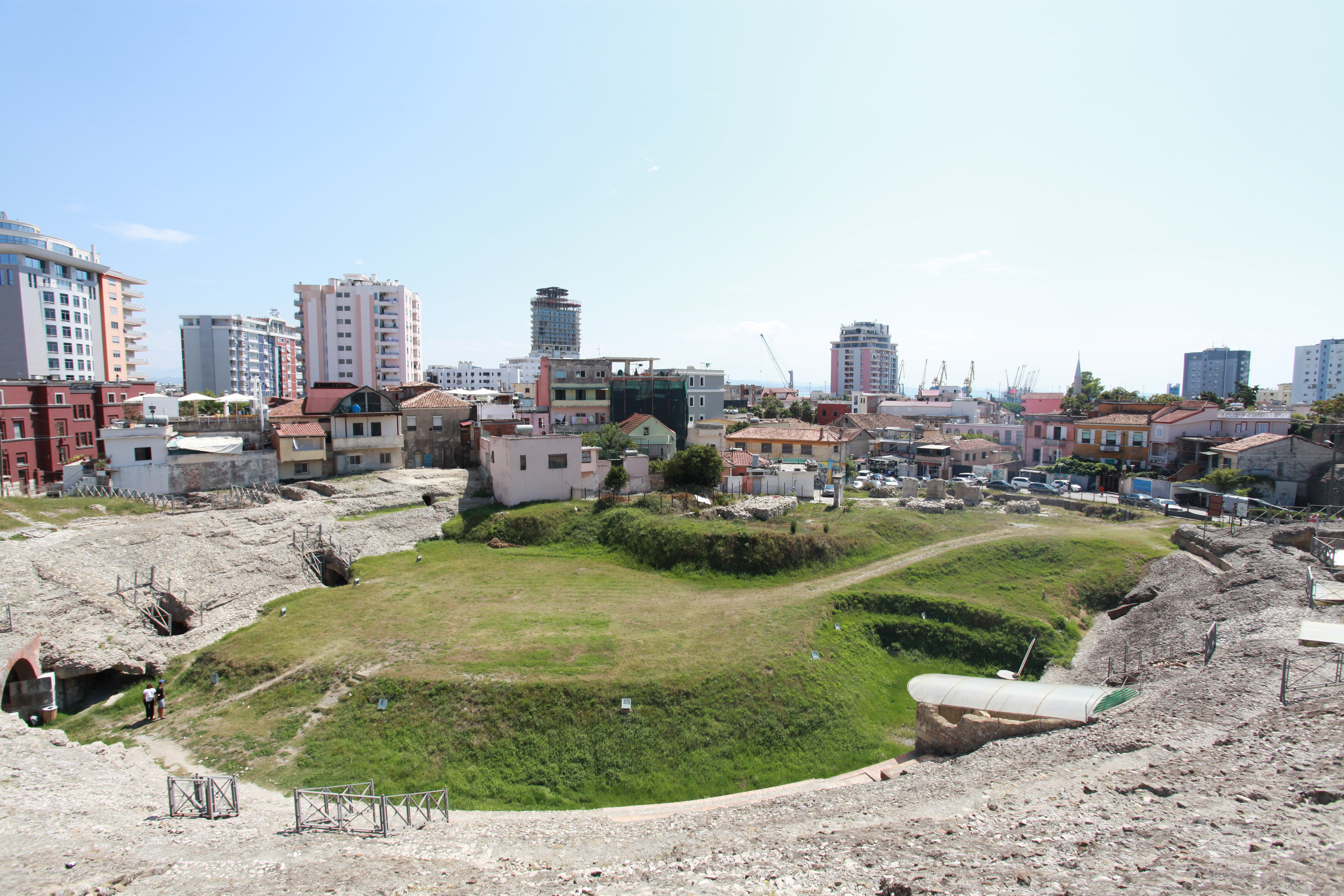
Durrës.

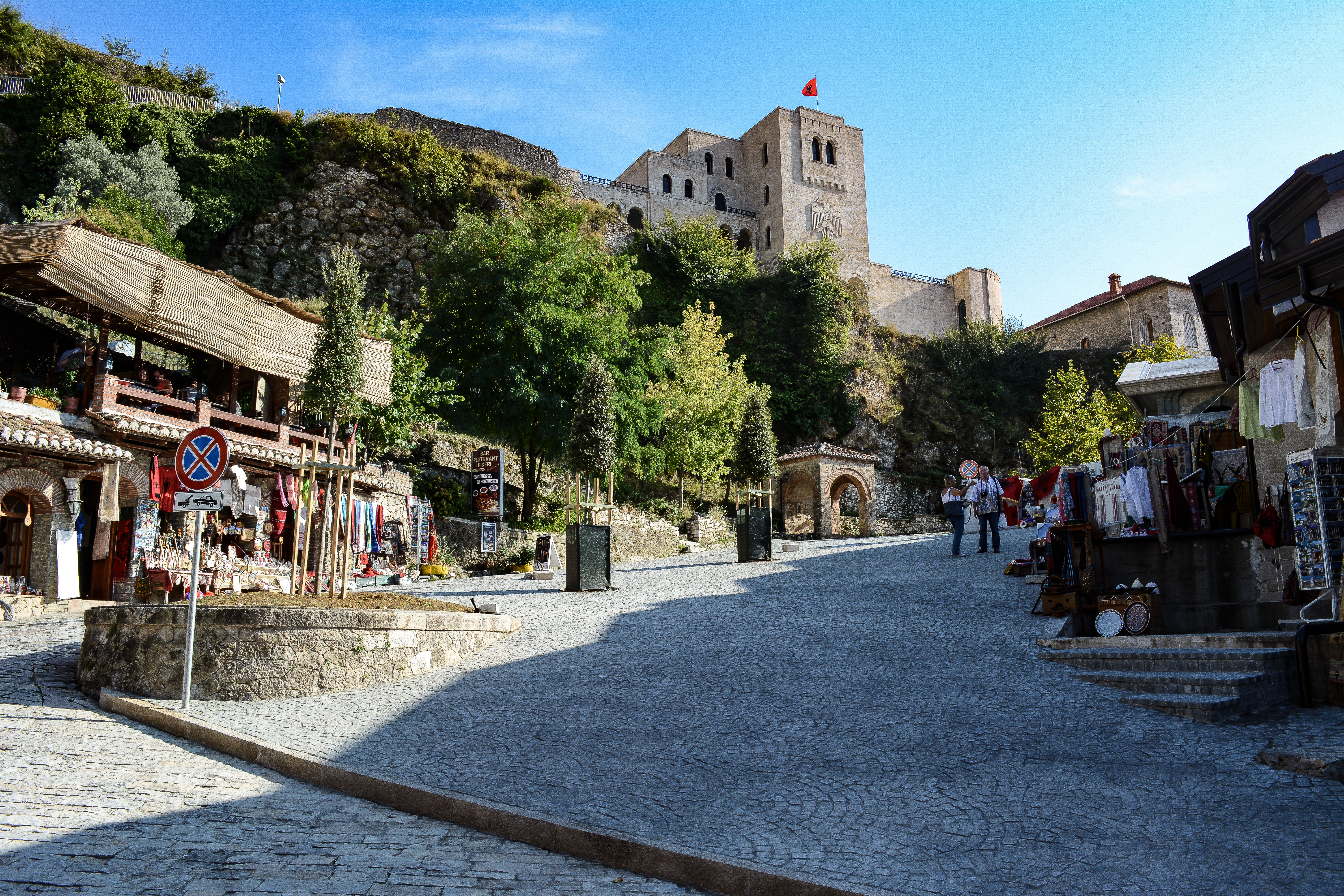
Kruja.

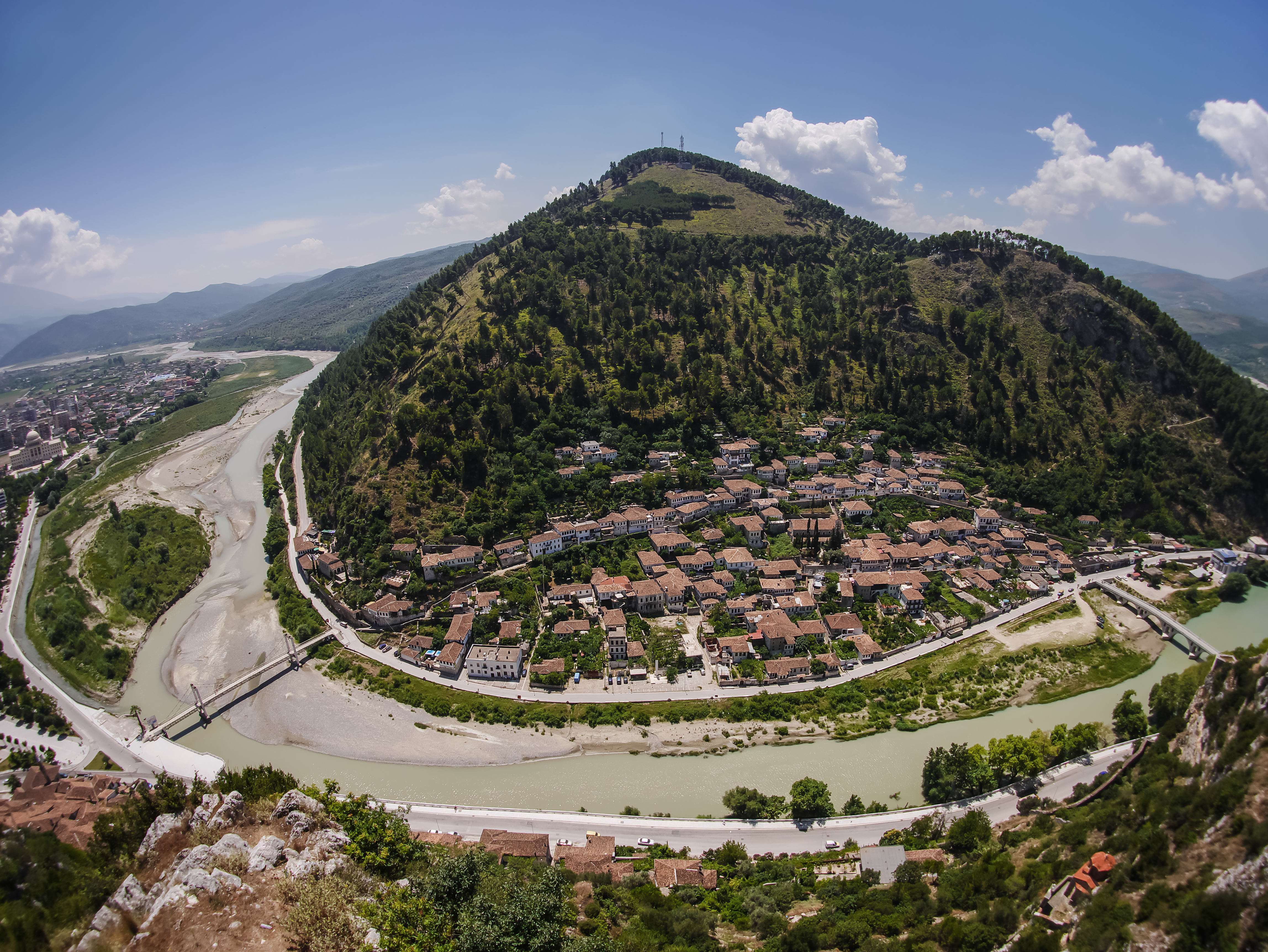
Berat.

### Topografi
Albaniens landskap präglas starkt av landets placering i den dinariska bergskedjezonen, som sträcker sig som en fortsättning av Östalperna åt sydöst. Berggrundens ursprung går tillbaka till mesozoikum, medan den geologiska bergskedjeveckningen inträffade under tertiärperioden och skapade nordväst-sydostgående veck. Landets berggrund består huvudsakligen av kalksten, vilket ger upphov till tydlig karstbildning på ytan.
Omkring tre fjärdedelar av Albanien består av bergiga höglandsområden som återfinns i norr, öster och söder. I norr sträcker sig Albanska alperna med en nord-sydlig orientering, vilket gör att kusten avviker från Balkanhalvöns övriga riktning. De kalkstensryggar som präglar dessa alper når en höjd på 2 693 meter över havet. För landets bergsformationer har glaciärer och karstprocesser haft stor inverkan på utformningen. I söder avgränsas det bergiga området av en brant, som når över 1 000 meter, mot floden Drin. Floden har genom erodering skapat en djup dal, som sträcker sig över 50 kilometer.
De östra delarna av landet har en komplex topografi, med flera parallella höjdstråk som skiljer sig åt i karaktär. Dessa höjdstråk reser sig brant från den låga västra delen av Albanien. Här återfinns också kraftiga bergmassiv av unga, eruptiva bergryper, medan det i den östra delen finns gipsblock, där Albaniens högsta punkt, Korab (2 764 meter), ligger. De södra delarna är en förlängning av de grekiska bergskedjorna och når höjder på mellan 2 100 och 2 500 meter över havet. Det västra låglandet består av tertiära ler- och sandstensformationer, som övergår till slätter, yngre svämbildningar och brackvattenträsk vid kusten.

### Hydrografi
Albaniens kustlinje mot Adriatiska havet är oregelbunden och består av både klippor och sandstränder. Längs stora delar av kusten finns smala sandrevlar, med laguner som bildas innanför. Landet har tre större sjöar, som alla ligger på gränsen till grannländerna. Shkodërsjön finns i norr, medan Ohridsjön och Prespasjön ligger i sydöst.

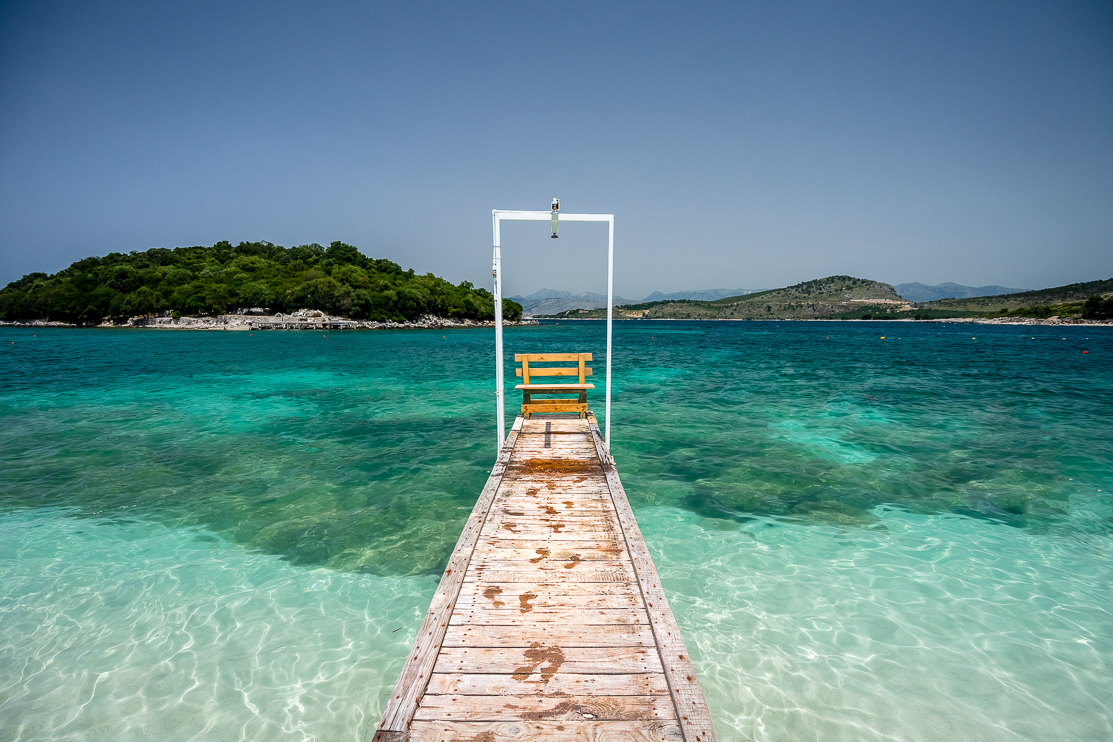
Ksamil.

Floderna i Albanien följer i huvudsak mönstret som bestäms av landets bergskedjor. De är ofta djupt nedskurna i kalkstensbergarterna och kan vara forsande. På grund av den oregelbundna vattenföringen har många floder en tendens att torka ut under sommarens torra perioder.

### Klimat
Klimatet i Albanien varierar avsevärt beroende på geografisk placering. Kustområdet har ett typiskt medelhavsklimat, vilket innebär varma somrar och milda vintrar. I kontrast är inlandet mer kontinentalt, med kalla vintrar och varma somrar, där medeltemperaturen i juli ligger mellan 24 och 27 °C. Årsnederbörden är i genomsnitt mellan 1 200 och 1 400 mm i de flesta områden, medan bergsområdena får betydligt mindre nederbörd, endast omkring hälften så mycket. Nederbörden sker huvudsakligen under höst- och vintermånaderna. Albanien påverkas även av olika lokala vindar, bland annat bora vid kusten, den torra och varma scirocco från Nordafrika samt den kalla bergsvinden mistral.

## Styre och politik

### Författning och styre
Statschef är Albaniens president och denne väljs av folkförsamlingen. Folkförsamlingen innefattar 140 deputerade, varav 100 väljs direkt genom absolut majoritet av rösterna och 40 tillsätts av partierna enligt proportionalitetsprincipen. Presidenten utser Albaniens premiärminister som är ordförande för ministerrådet. De andra ministrarna nomineras av presidenten efter premiärministerns rekommendationer. Ministerrådet måste slutligen godkännas av folkförsamlingen.[källa behövs]

### Administrativ indelning
Albanien är indelat 12 prefekturer (albanska: qarqe / qarqet). Dessa är i sin tur indelade i 61 kommuner (albanska: bashki / bashkitë). 
| Counties of Albania | Prefekturer - 1 Berat - 2 Dibër - 3 Durrës - 4 Elbasan - 5 Fier - 6 Gjirokastër - 7 Korçë - 8 Kukës - 9 Lezhë - 10 Shkodër - 11 Tiranë - 12 Vlorë |

### Politik
Albanien befann sig i ett politiskt dödläge efter valet i juni 2009 då Sali Berisha utropade sig som segrare. Socialistpartiet förlorade valet med knapp marginal. De vägrade delta i arbetet i parlamentet, eftersom Demokratiska partiets ledare, premiärminister Sali Berisha vägrade gå med på Socialistpartiets krav på att rösterna räknas om. I slutet av april 2010 inledde 22 av Socialistpartiets folkförsamlingsledamöter samt ett 100-tal anhängare en 19 dagar hungerstrejk i protest mot det politiska dödläget. EU-parlamentariker försökte därefter medla mellan de olika politiska partierna. Det politiska dödläget hindrade Albanien i dess strävan att bli EU-medlem och att uppnå visumfrihet till Schengenområdet.[uppföljning saknas]

### Internationella relationer
Socialistiska folkrepubliken Albanien (i dag Republiken Albanien) blev medlem i Förenta nationerna den 14 december 1955.
Albanien erkändes 2000 som ett potentiellt kandidatland för EU-medlemskap. Förhandlingar om stabiliserings- och associeringsavtal inleddes 2003 och undertecknades 2006. År 2009 lämnade Albanien in en formell ansökan om att bli medlem i EU. I juni 2014 fick landet status som kandidatland. 2022 öppnades anslutningsförhandlingar med EU.
Albanien ansökte om medlemskap och blev antaget i Nordatlantiska samarbetsrådet (NACC) år 1992. Albanien blev medlem i Nordatlantiska församlingen 1993. År 1999 antog Albanien en handlingsplan för medlemskap i NATO. Under 2008 fick Albanien en formell inbjudan till medlemskap i NATO. Landet blev den 1 april 2009 officiellt en fullvärdig medlem av NATO.

## Ekonomi och infrastruktur

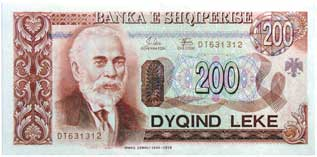
En sedel föreställande Ismail Qemali med valören tvåhundra lek.

Albaniens ekonomi genomgick en dramatisk förändring efter kommunismens fall i början av 1990-talet. Landet hade tidigare präglats av centralplanering och en mycket självförsörjande politik, vilket resulterade i låg produktivitet och en ineffektiv ekonomi. De ekonomiska reformerna som genomfördes under 1990-talets början innebar en drastisk liberalisering, där privat egendom tilläts, näringslivet privatiserades och valutan reformerades. Detta ledde till en åtstramningspolitik som syftade till att hantera hög inflation, fallande produktion och ökande arbetslöshet. Trots att dessa förändringar initialt ledde till ännu högre arbetslöshet, stabiliserades ekonomin i slutet av 1993, och en period av hög tillväxt och ökad sysselsättning följde, delvis tack vare ökande utländska investeringar.
Vid årsskiftet 1996–97 kollapsade emellertid flera snabbväxande fonder, som visade sig vara bedrägliga, vilket ledde till ekonomiskt och politiskt kaos. Efter denna turbulens började Albaniens ekonomi återhämta sig under början av 2000-talet, och landet återupptog sin integrationsprocess med Europa. År 2009 blev Albanien medlem i NATO och ansökte samtidigt om EU-medlemskap.
Under 2000-talet har ekonomin fortsatt att förbättras, och tillväxten har varit bland de högsta i regionen. Framför allt har tjänstesektorn och handeln vuxit, och i början av 2020-talet stod dessa sektorer för cirka 55 procent av BNP. Turismen har också blivit en viktig näring, med särskilt många besökare från grannländerna. Samtidigt har myndigheterna arbetat för att minska den informella ekonomin, vilket har lett till ökade skatteintäkter.
Trots att jordbrukets betydelse för ekonomin har minskat, var dess andel av BNP fortfarande hög enligt europeiska mått, och nästan hälften av arbetskraften var sysselsatt inom denna sektor i början av 2020-talet. Industrin hade däremot en mindre roll i ekonomin. Albaniens ekonomiska utveckling fortsätter att vara en process, men landets framsteg under 2020-talet har varit betydande, även om det fortfarande ansågs vara ett av de fattigaste länderna i Europa.

### Näringsliv

#### Jord- och skogsbruk, fiske
Jordbruk och boskapsskötsel har traditionellt varit viktiga för Albaniens ekonomi. Landet har nära 700 000 hektar brukbar mark, inklusive stora områden som dikades ut och terrasserades mellan och efter krigen.
De främsta grödorna som odlas är vete, majs och potatis, samt tomater och andra grönsaker. Andra vanliga produkter inkluderar sockerbetor, oliver, druvor, citrusfrukter och annan frukt. Foderodling är också betydelsefull, även om många bönder föredrar att låta sina djur beta naturligt. Boskapsskötseln domineras av nötkreatur, får och getter, men även fjäderfä och svin hålls.
Efter att jordbruket kollektiviserades på 1950-talet privatiserades det efter kommunismens fall, när marken fördelades bland de tidigare medlemmarna i kollektivgårdarna. På vissa håll återlämnades dock marken olagligt till de tidigare ägarna, både före och efter jordreformen 1946. De kollektiviserade egendomarna var ofta bortförda eller förstörda innan avkollektiviseringen kunde börja. De tidigare statsjordbruken ombildades i många fall till bolag istället för att styckas upp.
Jordbruksproduktionen påverkades kraftigt av förändringarna i början av 1990-talet men har återhämtat sig långsamt. Möjligheterna för bönder att få en rimlig inkomst varierar stort beroende på region. Markfördelningen ledde till att områden med större familjer fick mindre gårdar, ibland inte mer än en halv hektar per enhet. Dessa områden, särskilt i högländerna i norr, har också drabbats hårt av avfolkning. Däremot har hushåll nära större städer kunnat dra nytta av den ökade efterfrågan på sina produkter.
Skogsbruket täcker cirka 40 procent av Albaniens yta, men den ekonomiska potentialen är begränsad på grund av landets topografi och bristande skogsvård. Skogen används främst för att producera ved och timmer för sågverken, och betydelsen av skogstillgångarna är oftare lokal än nationell.
Fisket i Albanien är huvudsakligen kustnära, där landets fiskeflotta har tillgång till hamnar vid både Adriatiska och Joniska havet. Merparten av landets fiskförädlingsindustri finns också i dessa områden. Insjöfiske bedrivs främst i Ohridsjön, men även mindre sjöar, vattendrag och dammar används för husbehovsfiske. Under 2000-talet har fiskodling blivit allt viktigare för den albanska ekonomin.

#### Energi och råvaror
När det gäller energi har olja utvunnits sedan 1930-talet i slättlandet söder om floden Shkumbin. Produktionen har ibland täckt landets behov och gjort export möjlig. Under slutet av 1990-talet minskade oljeproduktionen, men den har ökat igen under 2000-talet och bedöms ha stor potential. Koncessioner för oljeutvinning längs kusten har getts till utländska företag. Naturgas, som finns i samma områden som oljan, bryts också, likaså brunkol. Albanien har dessutom stor potential för vattenkraft, vilket står för 98 procent av landets elproduktion. De flesta kraftverken är belägna vid floderna Drin, Mat och Bistricë.
Gruvnäringen och metallurgin i Albanien är baserade på rika mineralfyndigheter, framför allt av krom och koppar. Redan innan centralplaneringens kollaps stod sektorn inför stora problem, såsom låg produktivitet, åldrad utrustning och brist på nya fyndigheter. Sedan slutet av 1990-talet har gruvdriften övergått till privat ägo, och majoriteten av gruvorna ägs av utländska företag. Kromfyndigheterna är främst koncentrerade till staden Bulqizë samt distrikten Martanesh, Tropojë och Kukës. Kopparfyndigheter finns i Kukës, Pukë och Mirditë. Dessutom bryts kobolt och andra metaller i mindre mängder, medan produktionen av järnmalm och nickel i Librazhd och Pogradec har upphört periodvis sedan 1990-talet.

#### Turism
Enligt uppgifter från 2011 var Albaniens BNP beroende av den ökande turismen.
Sedan 1990 har antalet utländska turister i Albanien ökat kraftigt, från 30 000 besökare till 4,6 miljoner år 2017. Största delen av turisterna kommer från grannländerna, särskilt albaner, men det finns även många besökare från Polen och Tjeckien, ofta för skidresor, samt från Tyskland, Frankrike och de nordiska länderna. De populäraste turistmålen är kuststäderna vid Adriatiska och Joniska haven. Bland landets främsta sevärdheter finns den romerska amfiteatern i Durrës, en av Europas största, samt de romerska ruinerna i Apollonia (norr om Vlorë) och Butrint (i landets sydligaste del, mittemot Korfu).

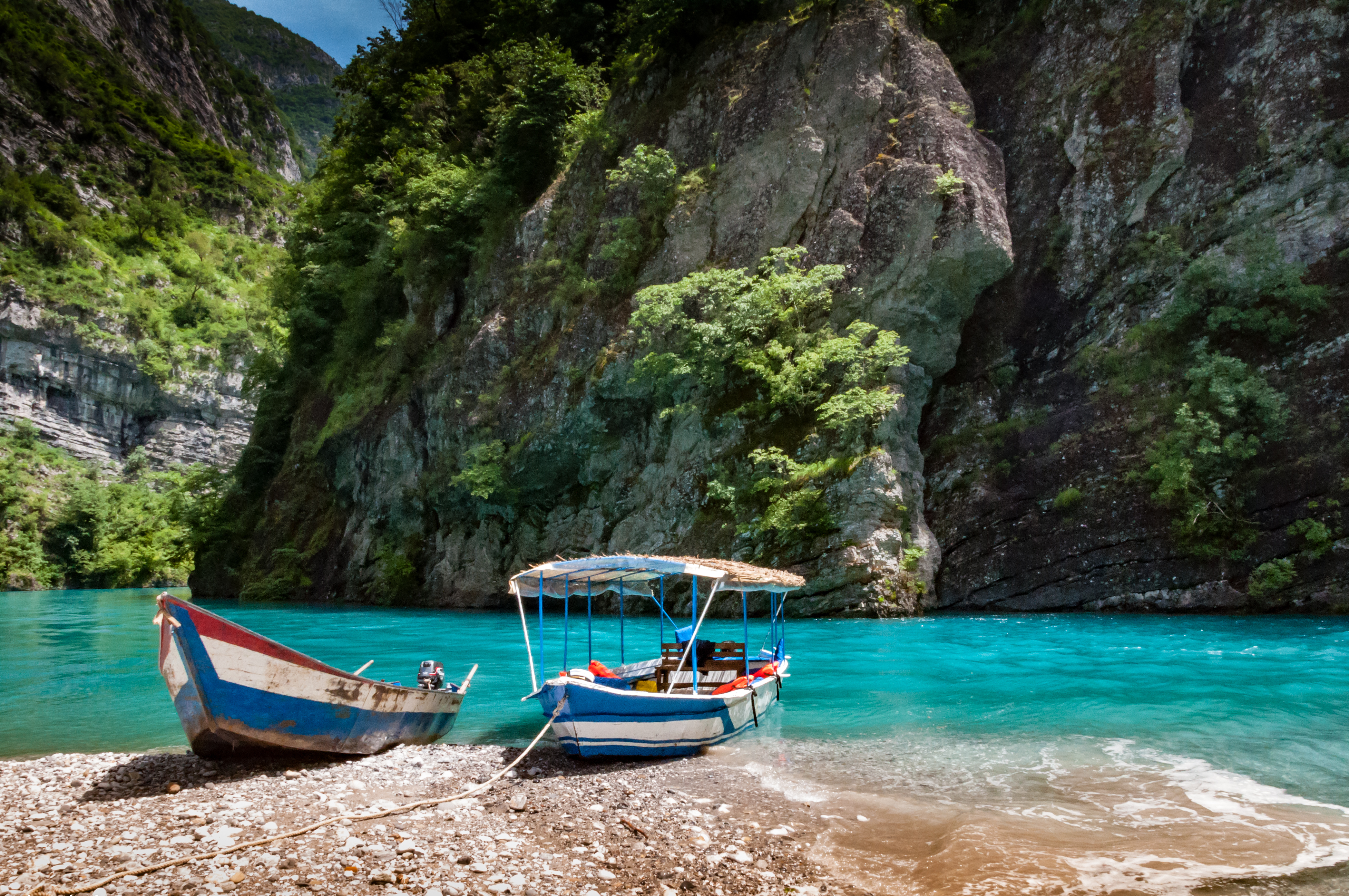
Sjön Komani i Nordalbanien.

Albanien stängde länge sina gränser för turism. Albanien öppnades någorlunda för turism på 1980-talet. Inledningsvis tilläts endast få att besöka landet, men denna begränsning har senare tagits bort. Turismen upphörde 1997 till följd av folkliga oroligheter, men sedan dess har sektorn återhämtat sig. Turismen påverkades också negativt av Kosovokriget 1999. Stora investeringar har gjorts inom turistsektorn sedan början av 2000-talet. Staten försöker marknadsföra landet som turistmål.
I Lonely Planets lista över de tio bästa resemålen för år 2011 listar man Albanien som etta.

### Handel
Utrikeshandeln i Albanien, som tidigare var reglerad av ett statligt monopol, är nu fri.
Exporten uppskattades 2007 i The World Factbook till en miljard US-dollar. Italien tog då emot merparten av den albanska exporten (72 procent). Albanien importerade betydligt mer för att klara sina behov, för 4 miljarder dollar 2007, främst från Italien (28 procent) och Grekland (15 procent). Ungefär hälften av landets export i början av 2020-talet bestod av textilier och skor, medan andra viktiga exportprodukter inkluderade koppar och krom. Importen dominerade av fordon, maskiner och livsmedel. Italien var fortsatt Albaniens största handelspartner. Sedan centralplaneringens slut hade landet haft ett konstant handelsunderskott, ofta av en betydande omfattning.

### Infrastruktur

#### Transporter
Väg- och järnvägsnätet är relativt väl utbyggt, men bergsområdena, speciellt i norr, var  fortfarande svårtillgängliga 2010.

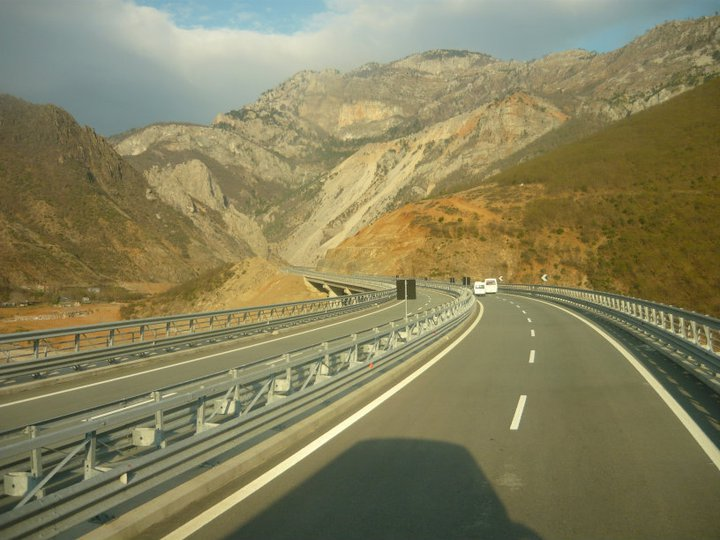
Motorvägssträckan A1.

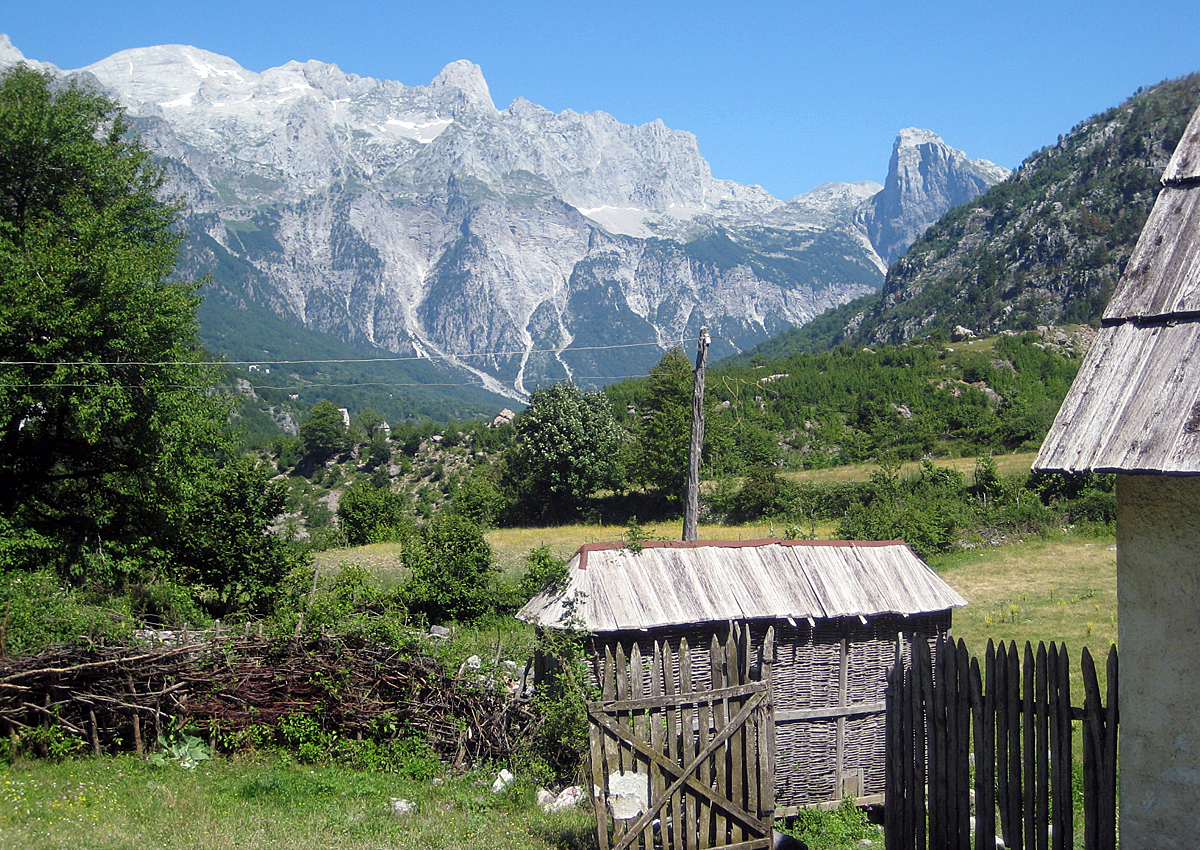
Typiska hus längs vägarna i Albanien.

Efter kommunismens fall år 1991 började Albanien förnya sin väginfrastruktur. Sedan 2000-talet har de senare förbättrats avsevärt, vägarna har uppgraderats till nära europeiska standarder. Större städer är kopplade till nya singelkörbanor eller med väl underhållna vägar ärvda från kommunismen. Det finns tvåfiliga förbindelser mellan hamnstaden Durrës, Tirana, Vlorë och Kukës. Landsbygdens statliga segment var 2010 i fortsatt dålig kvalité eftersom deras rekonstruktion började i slutet av 2000-talet. Under 2010 fick den albanska regeringen 50 miljoner euro från EBRD för återuppbyggnaden av vägar på landsbygden. Det största vägprojektet i Albaniens historia var byggandet av Albanien-Kosovo-motorvägen (Durrës-Kukës-Morinë) som förbinder Albanien med Kosovo och en del av motorväg A1. Segmentet innebar sniding av en bergig terräng, och byggandet av en 5,6 km lång tunnel och dussintals broar.
Alla vägar tillhör albanska vägverket. Albaniens asfalt från Selenice i södra Albanien är känd för sin hållbarhet, eftersom den har använts på vissa schweiziska motorvägar.
Järnvägar finns i Albanien men även de är bristfälligt uppbyggda.[när?] Tågen är också gamla och hårt nedslitna.[när?] Under 1960- och 1970-talen köptes det in tåg tillverkade i Kina. De är idag[när?] helt utslitna och har ersatts med begagnade tåg från framförallt Italien och Österrike. Dessa var i dåligt skick redan när Italien och Österrike sålde dem och de har sedan dess ytterligare slitits hårt. Det albanska järnvägsnätet har endast en anslutning med övriga Europa. 
Från början var det albanska järnvägsnätet helt isolerat från övriga länder och ingen bana nådde ut över gränsen. Under 1980-talet byggdes en bana från Shkodra som går över gränsen till Montenegro och slutar i Podgorica. När denna bana öppnades för trafik tilläts inte persontåg att trafikera den, vilket innebar att järnvägen i Albanien fortsatte att vara isolerad. Endast godståg har trafikerat linjen och trafiken stoppades 1997 men återupptogs 2002.[källa behövs]

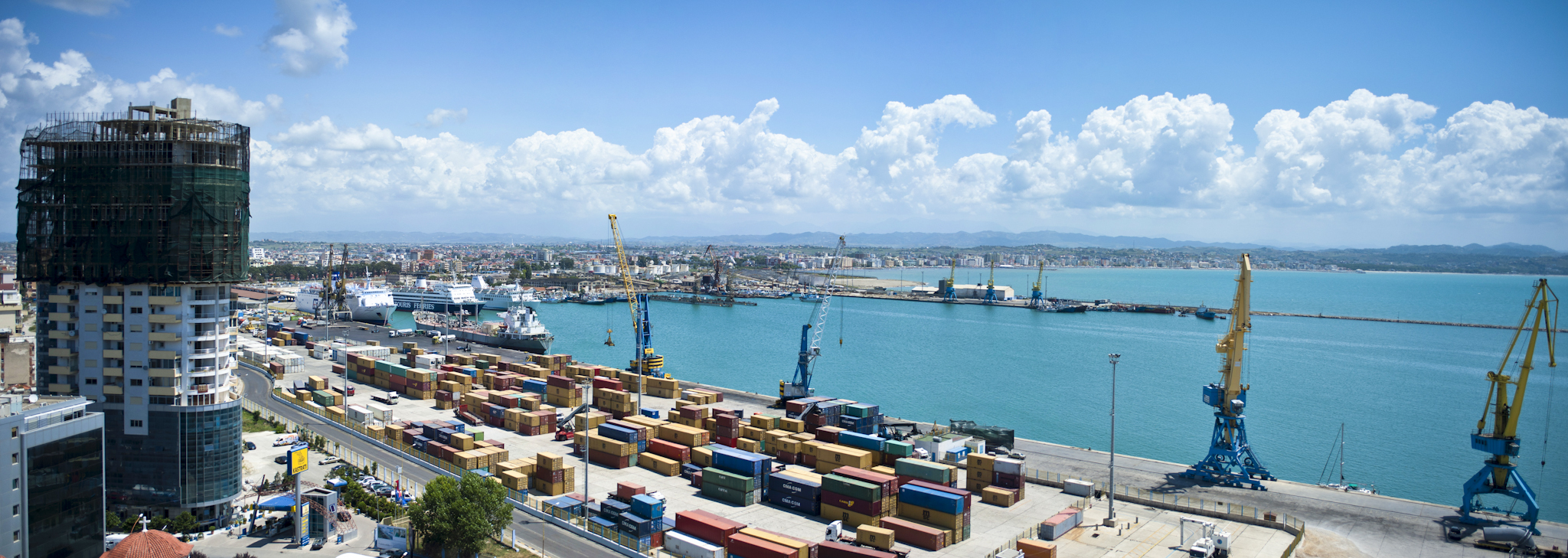
Durrës är Albaniens största hamn.

Durrës vid Adriatiska havet är den viktigaste hamnen i Albanien. Övriga hamnar är Shëngjini, Vlora och Saranda och de mindre hamnarna Orikum, Himarë och Porto Palermo. Shëngjini är en stor fiskehamn och Orikum är den enda hamnen för fritidsbåtar.
Från Durrës och Vlora finns det färjeförbindelse till Brindisi, Bari, Ancona, Triest och Venedig i Italien. Saranda i söder har färjeförbindelse med Korfu i Grekland.

#### Internet
I nästan alla storstäder i Albanien har allmänheten tillträde till internet. Man hittar där ett förhållandevis stort antal internetcaféer. Eftersom telenätet är underutvecklat och följaktligen för långsamt, sker anslutning till internet via satellit. Oavsett typ av system ligger priset per åtkomsttimme omkring 150–200 LEK i dessa caféer.[när?][källa behövs]

#### Utbildning
Albaniens nioåriga grundskoleutbildning är obligatorisk och avgiftsfri. För vidare studier finns gymnasium, fackskola, yrkesskola och flera högskoleutbildningar. Tiranas universitet grundades år 1957.
Analfabetismen i Albanien, som länge har varit hög, sänktes dramatiskt av kommunisterna. I början av 1990-talet beräknades runt 10 procent av befolkningen vara analfabeter. Skolgång är obligatorisk för barn mellan sex och fjorton års ålder. År 1990 gick 96 procent av alla barn i skolålder i grundskolan och 70 procent valde att vidareutbilda sig. Albanien har flera universitet, däribland Tiranas universitet (grundat 1957).
Kommunisterna uppmuntrade utbildning för kvinnor och 1990 utgjorde kvinnor 45 procent av de som vidareutbildade sig (i jämförelse med 40 procent 1970) och 50 procent av studenterna vid högre utbildning (i jämförelse med 33 procent 1970). Under kommunisternas styre var utbildning också ett sätt att indoktrinera studenterna i den kommunistiska ideologin. Innan man började i gymnasiet var man tvungen att arbeta ett år. När man var klar med sin utbildning var man tvungen att arbeta ännu ett år för att sedan göra militärtjänst. När kommunistregimen föll tog man bort den politiska och ideologiska skolningen från utbildningarna och ämnen som demokrati och mänskliga rättigheter tillkom. Dock fick skolorna fortfarande stora stöd från staten. Man tog också bort arbets- och militärtjänstgöringskraven.

#### Sjukvård
Enligt Euro Health Consumer Index 2009 är det lättare att komma i kontakt med en läkare i Albanien än i Sverige. Standarden på sjukvård i Albanien utanför de större städerna och på akutsjukvården är dock jämförelsevis låg.

## Befolkning

### Demografi

#### Minoriteter
Befolkningen i landet utgörs till övervägande delen av albaner. Enligt en folkräkning uppgick de till 98 procent av befolkningen, vilket gör Albanien till ett av Europas mest befolkningsmässigt homogena länder. Minoritetsinslagen utgörs av i söder av greker och ett mindre antal slaver, i huvudsak makedonier som återfinns i östra Albanien, vid gränsen mot Nordmakedonien. En del vlaker och romer finns också samt judar. Den sistnämnda folkgruppen lever i Albanien på grund av att Albanien var det enda ockuperade landet i Europa som vägrade utlämna judarna till ockupationsmakten.
Den albanska befolkningen är uppdelad i två huvudgrupper: geger i norr (ned till floden Shkumbin) och tosker i söder. Gegerna utgör två tredjedelar av befolkningen. Gegerna och toskerna talar varsin dialekt av albanskan: gegiska respektive toskiska.

### Språk

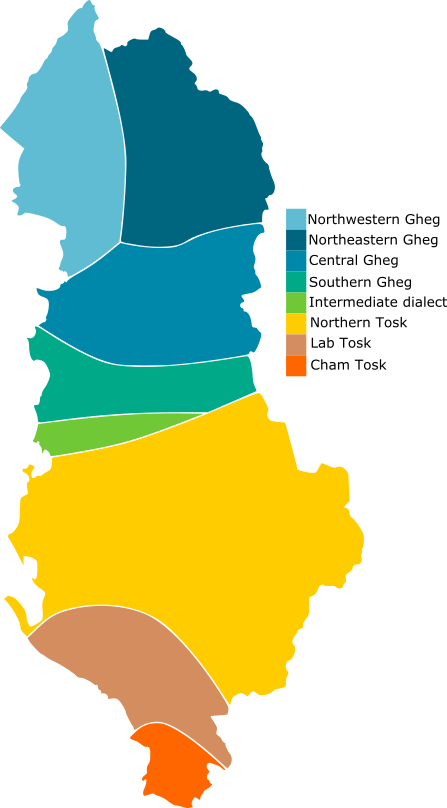
Karta som visar utbredningen av det albanska språkets huvuddialekter och dess underdialekter i Albanien.

Officiellt språk i Albanien är albanska, som bildar en egen gren av de indoeuropeiska språken. Små minoriteter har grekiska, makedonska och andra balkanspråk som modersmål.

### Religion
Albanien är ett av de få länderna i Europa med en muslimsk majoritet. Men bland albanerna finns också kristna minoriteter och människor som är ateister. Religionsfrihet garanteras i författningen.
Vid den officiella folkräkningen 2011 bekände sig 57 procent till islam, 10 procent var katolskt kristna, 7 procent ortodoxt kristna, 2 procent bektashier och 12 procent övriga. Dessa inkluderade både övriga religiösa samfund och ateister. Nästan 14 procent av invånarna avstod att svara på frågan om religionstillhörighet.
En annan internationell icke-statlig statistisk undersökning (IPSOS) från 2011, där kategorierna inte var förutbestämda, gav en något annan procentfördelning: Islam (inklusive bektashi) 70 procent, ortodox kristendom 17 procent, romersk-katolsk kristendom 6 procent samt icke-religiösa och ateister 3,8 procent. Trots skillnaderna, inte minst vad gäller storleken på gruppen ortodox kristna, visar båda undersökningarna att andelen kristna totalt har gått ned sedan tiden före kommunismen. 1945 hade landet 73 procent muslimer, 17 procent ortodoxa och 10 procent katoliker.
Kristendomen introducerades under perioden 50-100 e.Kr. Under det osmanska väldet kom en majoritet av befolkningen att övergå till islam, förutom de katolska albaner som på 1400-talet flydde till Italien. Där kallas de än idag för arberesjer och talar en ålderdomlig albanska. Senare kom olika dervischordnar till Albanien, däribland bektashi, som fick ett starkt fäste i landet. När Turkiets förste president Kemal Atatürk förbjöd alla dervischordnar 1925 flyttade bektashiledarna sitt högkvarter till Albaniens huvudstad Tirana. Enver Hoxha, som styrde landet mellan åren 1944 och 1985, levde upp till Pashko Vasas motto på ett bokstavligt sätt genom att 1967 utropa Albanien till världens första ateistiska stat (se statsateism), och därmed förbjöds all offentlig och privat religionsutövning. Religionsförbudet upphävdes 1990.

### Sociala förhållanden
En urgammal albansk tradition som än idag lever kvar är blodshämnd. Traditionen infördes av den nordalbanska klanledaren Lekë Dukagjini som var en av Skanderbegs samtida. Reglerna förmedlades muntligen från generation till generation och nedtecknades av en munk, Shtjefen Gjeqoui, 1929 och översattes till italienska 1941.[källa behövs] Det har framhållits att denna tradition säkert hjälpte folk att inte ljuga, stjäla eller förolämpa varandra och skapade sålunda ett slags solidaritet inom de enskilda klanerna och mellan klanerna. Å andra sidan kunde små oförrätter utvecklas till långvariga blodsfejder, som kunde sträcka sig över flera generationer. Främst män är offer eftersom kvinnor omnämns i nedsättande ordalag i de nertecknade Kanun-sedvänjorna och anses därför ovärdiga som hämndobjekt. År 2014 ansågs omkring 3000 albanska familjer vara involverade i blodsfejder och sedan kommunismens fall har detta lett till cirka 10 000 mord.

### Hälsa
Spädbarnsdödligheten är med europeiska mått hög.

### Övriga befolkningsdata
Folkräkningen den 1 oktober 2011 gav ett resultat på 2 821 977 invånare, en nedgång med 8,0 procent (eller 237 534 invånare) sedan folkräkningen 2001 (då befolkningen uppgick till 3 069 275 invånare). Som förklaring till nedgången anges omfattande emigration och en nedgång i födelsetalen. I 6 765 bostäder kunde folkräkningen inte genomföras då personer vägrat att bli räknade. Den räknade befolkningen uppgick till 2 800 138 personer (varav 1 403 059 män och 1 397 079 kvinnor) och 21 839 beräknades bo i de bostäder där räkningen inte genomfördes. En beräkning av samtliga personer i landet (de facto) vid folkräkningstillfället 2011 uppgick till 2 904 780 personer.

## Kultur

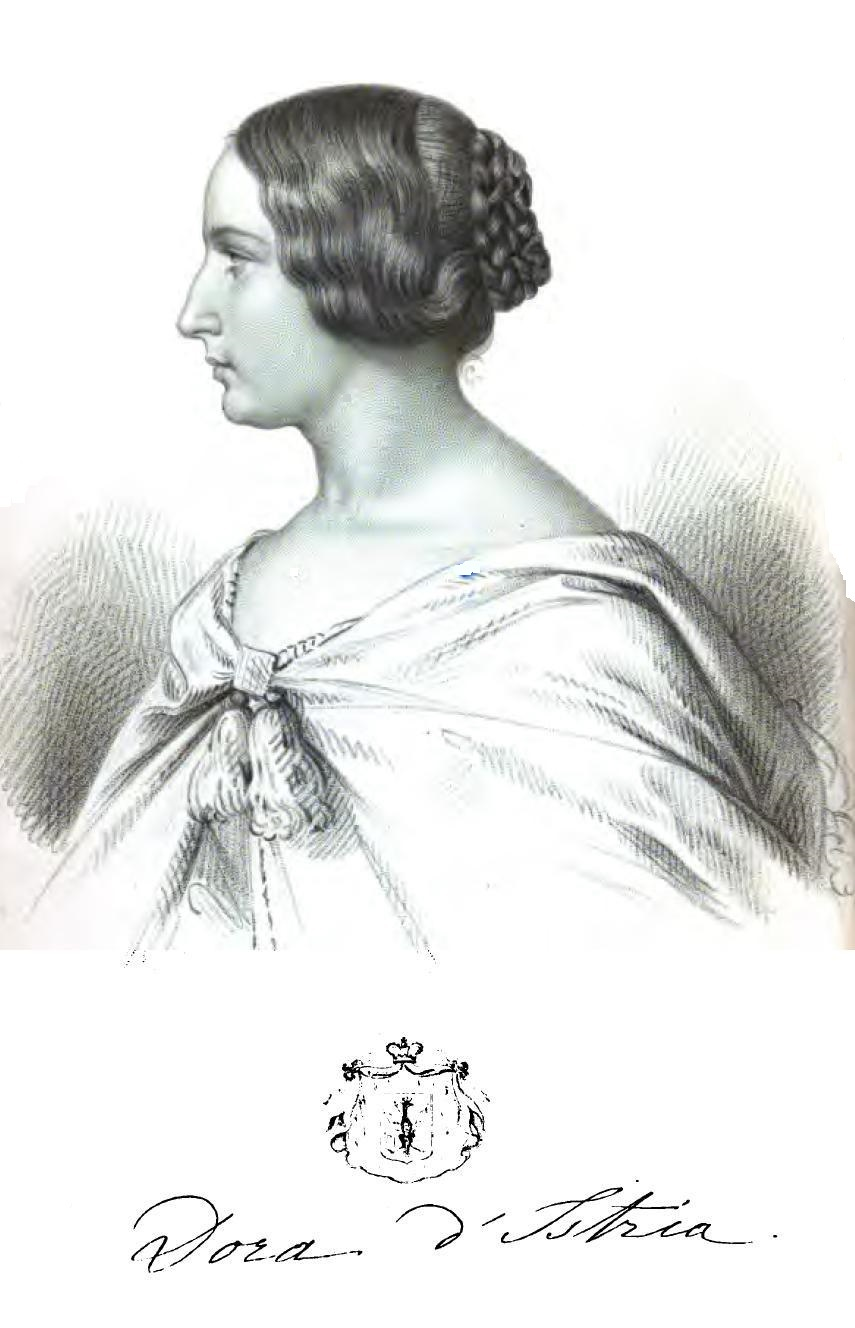
Dora d'Istria, rumänska av albanskt ursprung, var en av de främsta förespråkarna i Europa för den albanska saken.

Albanien har varit mer eller mindre isolerat från resten av Europa i flera hundra år, synnerligen under kommunisttiden, som har bidragit till bevarandet av äldre albansk kultur och traditioner. I viss bemärkelse är Albanien ett levande museum från det förflutna, i norra Albanien till exempel är spåren av det hederskultursamhället fortfarande märkbara. Den albanska kulturen är rik på gammal mytologi med gott om sagoväsen. Men den är relativt okänd för västerländsk publik.

### Konstarter
Kulturen i Albanien undertrycktes av den kommunistiska regeringen, som även förföljde albanska författare och intellektuella. Ur detta uppstod ett litterärt och kulturellt vakuum i syfte att skapa en ny nationell identitet baserad på den kommunistiska ideologin.

#### Musik
Albansk folk-isopolyfoni ingår i Unesco:s lista över mänsklighetens immateriella kulturarv.

#### Film
Albansk film började att produceras på 1940-talet. Albanien är medlem i FIAF sedan 1962.

#### Konsthantverk
Albanskt broderi är präglat av turkiskt inflytande. Karakteristiskt är broderi med guld- och silvertråd och kulörta pärlor.

#### Litteratur

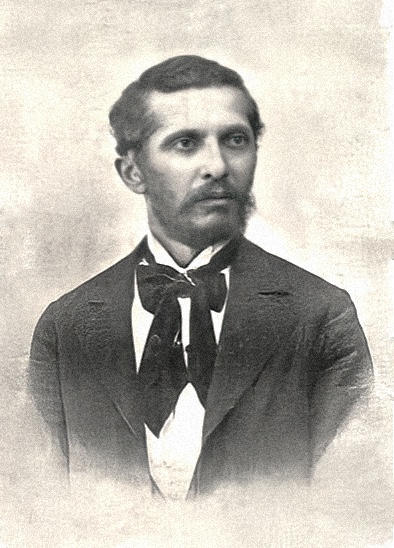
Naim Frashëri, albansk poet, räknas i dag som Albaniens nationalskald.

### Traditioner

#### Matkultur

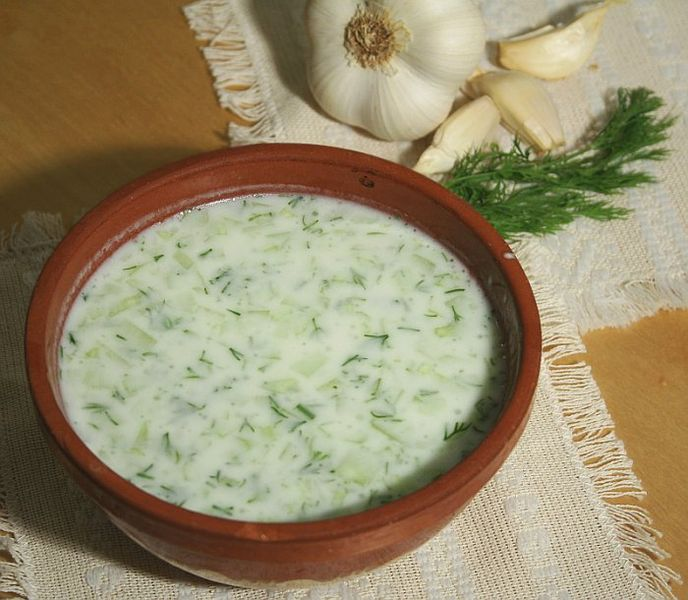
Albansk tarator.

Många av det albanska kökets lokala maträtter är typiska för Balkan och Medelhavsområdet men några är albanska specialiteter. Det traditionella albanska huvudmålet är lunchen som vanligtvis äts tillsammans med en sallad på färska grönsaker: tomater, gurka, grön paprika, oliver, vinäger och salt.

#### Kultursymboler
Följande världsarv finns i landet: 
- Berat, en gammal osmansk stad
- Butrint, en gammal ruinstad
- Gjirokastër, en gammal osmansk stad

#### Övriga seder och traditioner
Besa är ett kulturellt albanskt hedersord, som direkt översatt betyder "tro" eller "att hålla löftet" och "hedersord". Ordet kommer ursprungligen ifrån Kanun av Lekë Dukagjini, som är en samling av albanska traditionella seder och kulturella sedvänjor. Besa är en viktig del av en albansk familjs ståndpunkt. Ordet används ofta som ett exempel på "albanskhet". Den som bröt sin Besa kunde bli avvisad ifrån sitt samhälle.

### Sport
Albanien är medlem i Uefa, Fifa och Internationella olympiska kommittén.
Traditionella sporter i Albanien har historiskt sett präglats av pastoralism och krigskonst, där bågskytte, brottning och hästkapplöpning har haft en framträdande roll. I dag är fotboll den mest populära sporten i Albanien, med ett antal professionella lag och lokala amatörligor i de flesta städer och samhällen. Andra omtyckta sporter inkluderar taekwondo, volleyboll, simning och tyngdlyftning. Europamästerskapen i tynglyftning 2013 hölls i Tirana. Schack är också en vanlig fritidssysselsättning. Albanien deltog för första gången i de Olympiska sommarspelen 1972 i München men återvände inte till tävlingarna förrän vid sommarspelen 1992 i Barcelona.

## Internationella rankningar
| Organisation                                | Undersökning                   | Bedömning                                  | Rankning  |
| ------------------------------------------- | ------------------------------ | ------------------------------------------ | --------- |
| Heritage Foundation/The Wall Street Journal | Index of Economic Freedom 2019 | 66,5 (Moderately Free)                     | 52 av 180 |
| Reportrar utan gränser                      | Pressfrihetsindex 2019         | 29,84 (0 är bäst)                          | 82 av 180 |
| Transparency International                  | Korruptionsindex 2018          | 36 (0 är väldigt korrupt-100 väldigt rent) | 99 av 180 |
| FN:s utvecklingsprogram                     | Human Development Index 2018   | 0,791 - high human development             | 69 av 189 |

## Galleri

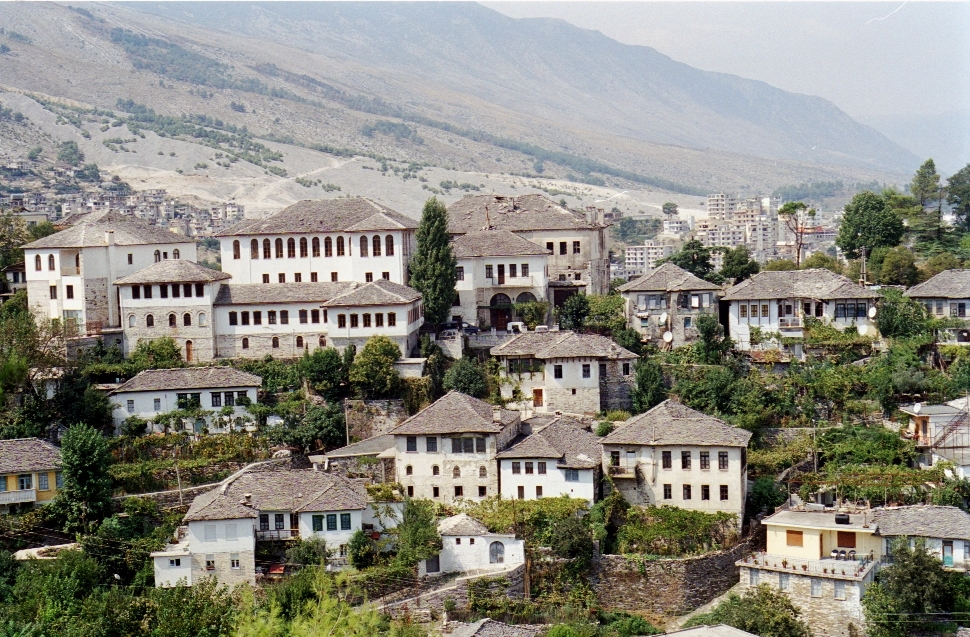
Gjirokastra är ett av Albaniens världsarv.
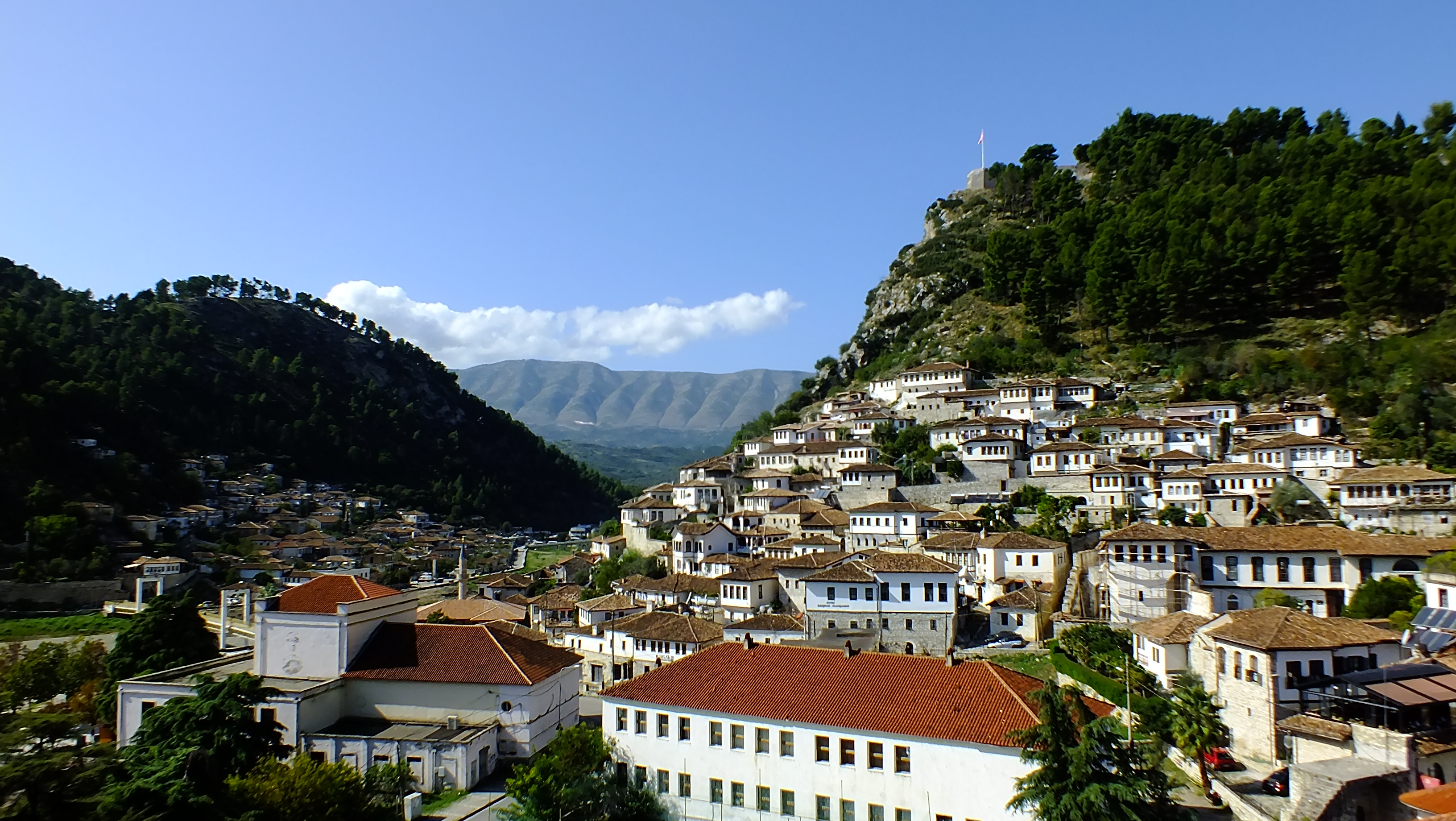
Museistaden Berati är tillsammans med Gjirokastra ett av Albaniens världsarv.
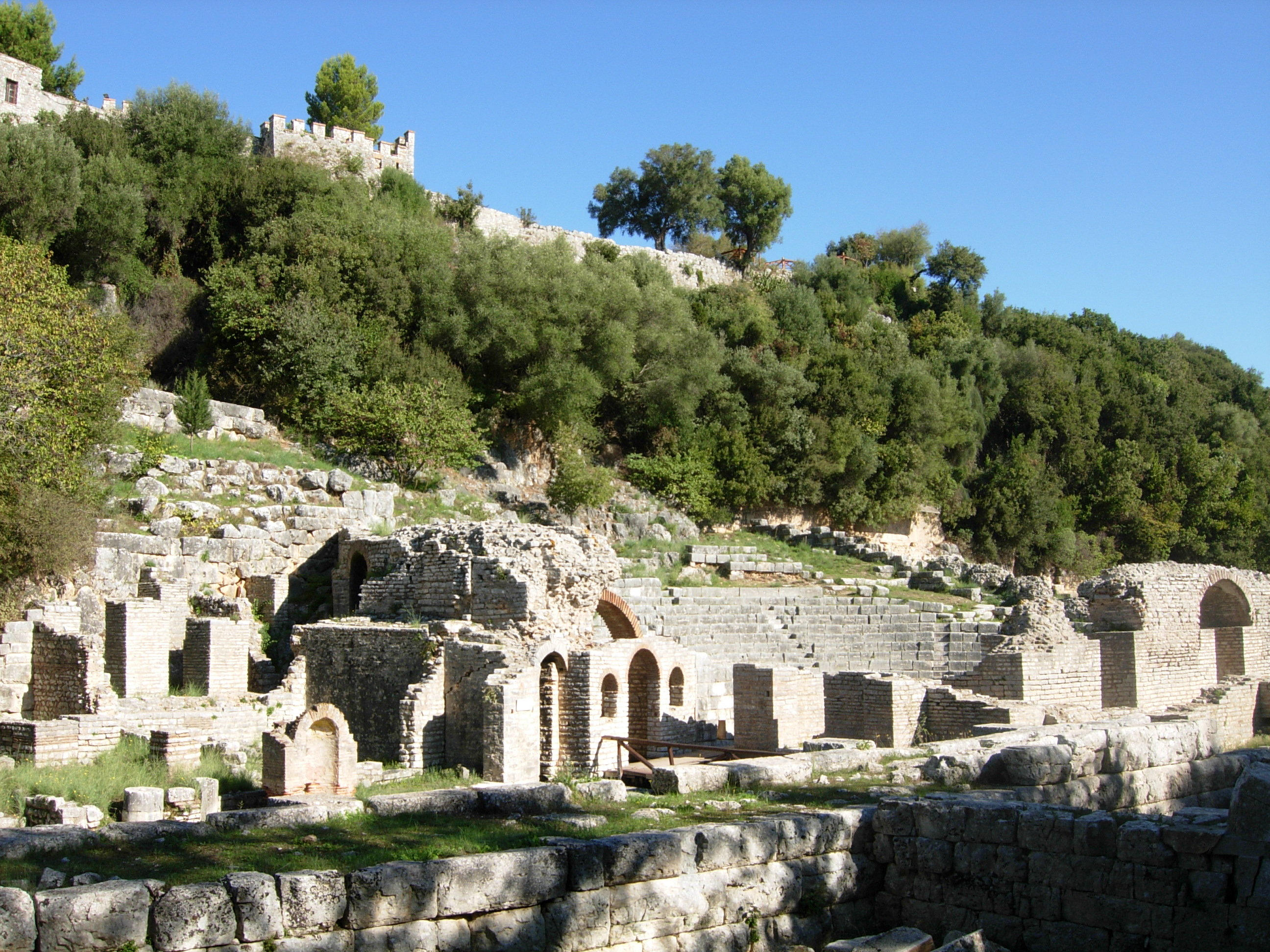
Ruinstaden Butrinti är ett världsarv i Albanien och är av stor vikt för arkeologer världen över.
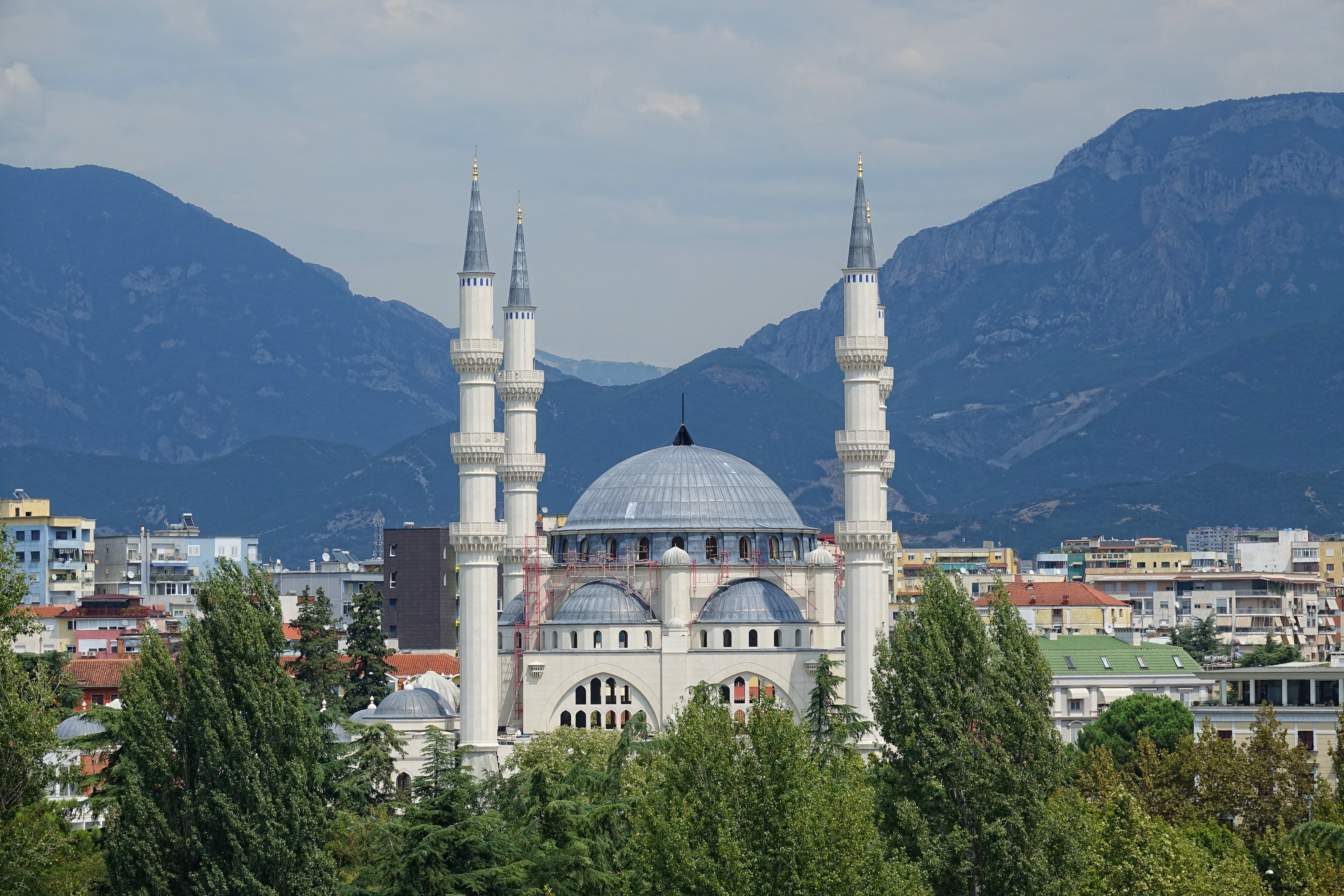
En stor moské i Tirana under uppbyggnad. En knapp majoritet av invånarna i Albanien är muslimer.
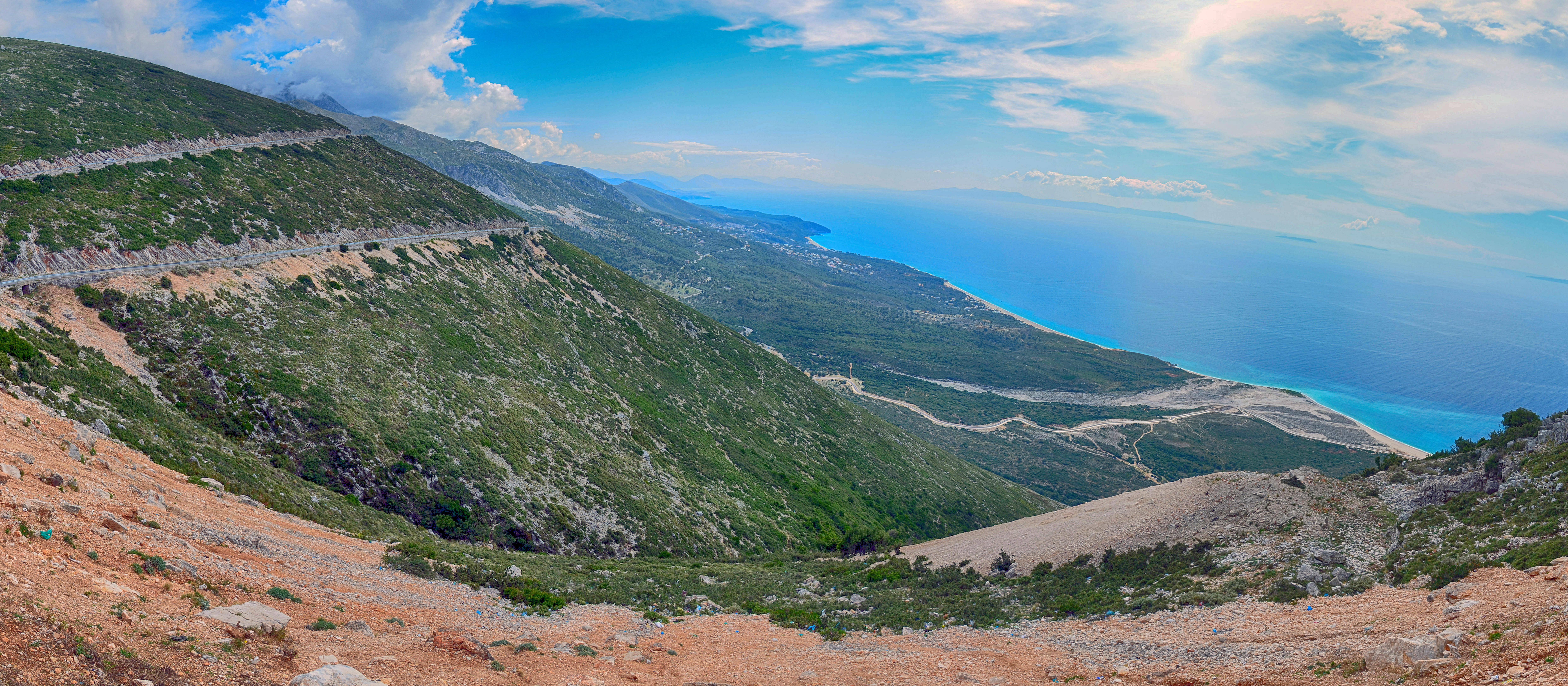
Llogara är en av Albaniens fjorton nationalparker.
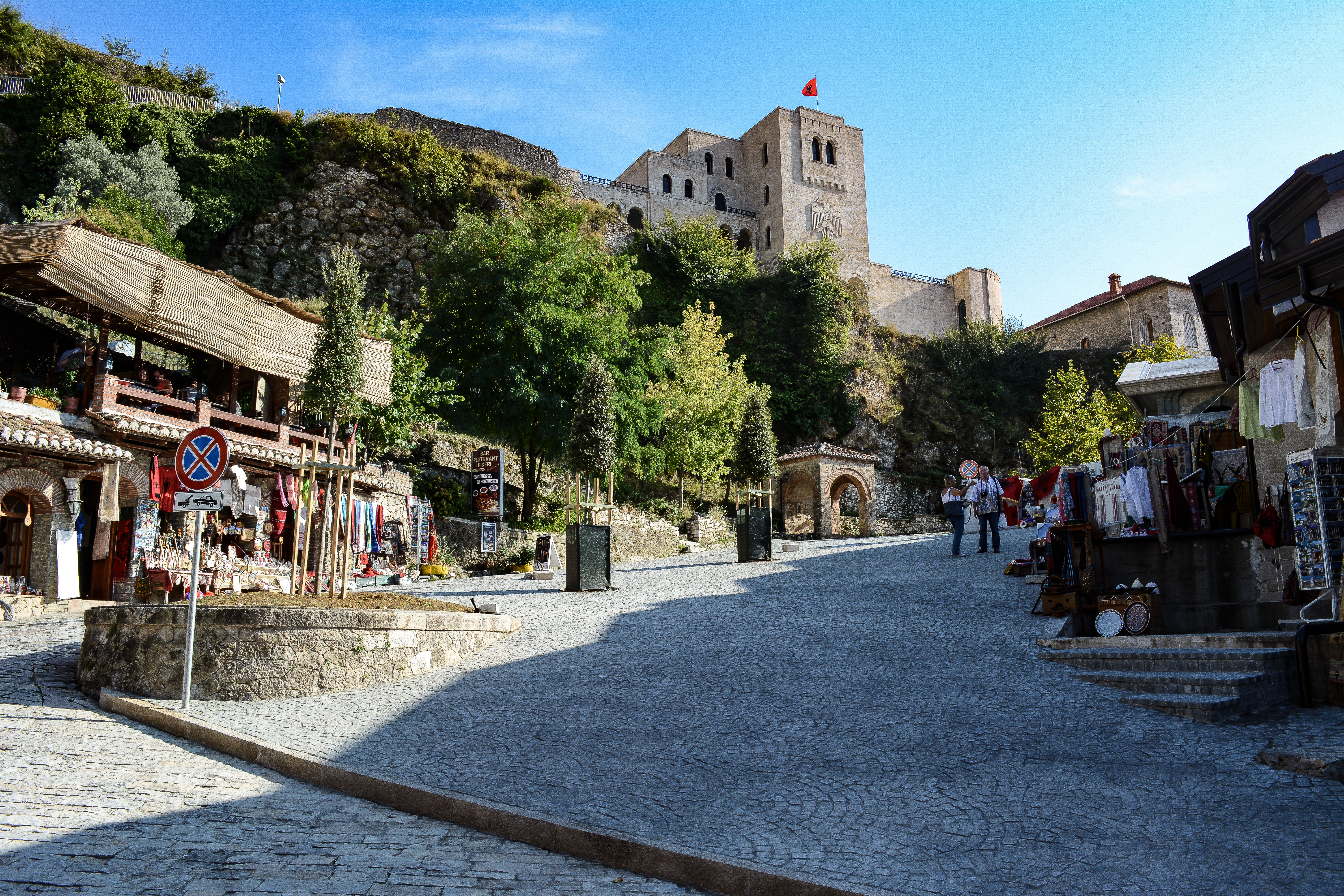
Skanderbegs slott  i den medeltida staden Kruja är ett av Albaniens mest välbesökta sevärdheter.
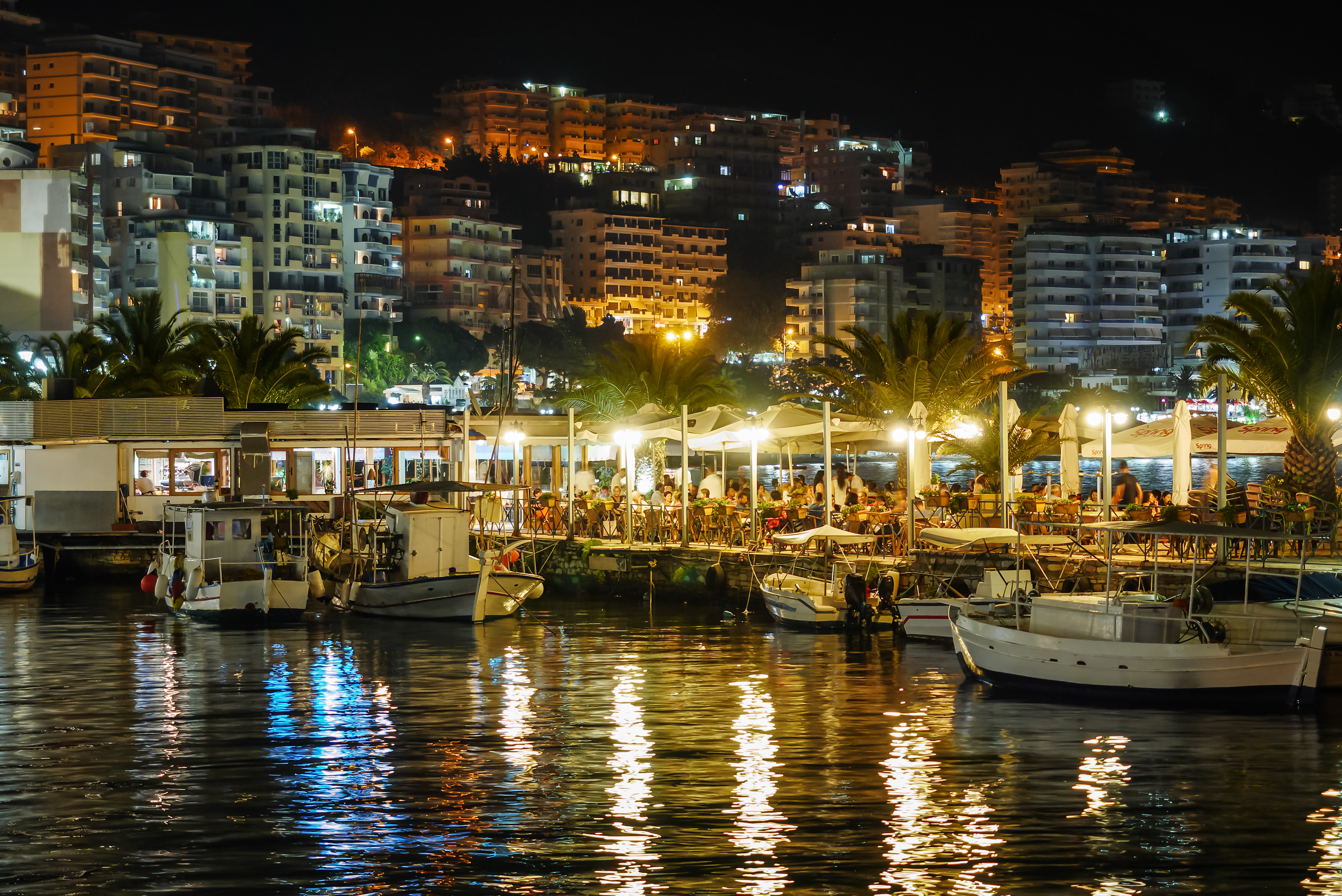
Saranda var en kustby på 90-talet och har nu blivit en stor turistdestination i Albanien.